# Hybolasius promissus
Hybolasius promissus är en skalbaggsart som beskrevs av Thomas Broun 1880. Hybolasius promissus ingår i släktet Hybolasius och familjen långhorningar. Inga underarter finns listade i Catalogue of Life.